# Constantin Pecqueur
Pour les articles homonymes, voir Pecqueur.
Constantin Pecqueur, né le 26 octobre 1801 à Arleux (Nord) et mort le 17 décembre 1887 à Taverny (actuel Val-d'Oise), est un économiste et théoricien socialiste français.

## Biographie
Il a été bibliothécaire de l'Assemblée nationale.

## Idées
Constantin Pecqueur commence par être saint-simonien, mais quitte le mouvement à la suite des dérives religieuses d'Enfantin. Il fréquente un temps les idées de Fourier. Il publie en 1836 son livre Économie sociale, auquel l'Académie des sciences morales et politiques décerne un prix d'économie. 
Après la révolution de 1848, il fait partie de la Commission du Luxembourg pour l'étude de l'organisation du travail. 
C'est un des pères du socialisme français. Ses ouvrages ont influencé Karl Marx lors de la rédaction du Capital, dans lequel Pecqueur est souvent cité. Il est également cité dans Les Manuscrits de 1844.
Certaines de ses idées ont fait leur chemin par la suite, par exemple : l'exploitation des chemins de fer par l'État, le développement des transports en commun publics, l'arbitrage par des organismes internationaux.

## Publications
- L’Économie sociale : des intérêts du commerce, de l’agriculture, de l’industrie et de la civilisation en général, sous l’influence des applications de la vapeur, Paris, Desessart, 1839, 2 volumes (réédition numérique : Thomson Gale, 2005)[3]
- Théorie nouvelle d’Économie sociale et politique ou Études sur l'organisation des sociétés, Paris. Capelle Libraire-Éditeur, 1842

## Sources
La veuve de Constantin Pecqueur a déposé à l'Assemblée nationale une grande partie de ses études et de ses écrits afin qu'ils restent consultables par les chercheurs intéressés par les origines du socialisme moderne. Dix malles d'écrits sont donc entreposées à la Bibliothèque de l'Assemblée.
La Fondation Giangiacomo Feltrinelli de Milan détient aussi des documents (Fondo Constantin Pecqueur).

## Hommage
- Place Constantin-Pecqueur (Paris)